# Dominikana na Letnich Igrzyskach Olimpijskich 1976
Dominikanę na Letnich Igrzyskach Olimpijskich 1976 reprezentowało dziesięcioro zawodników: dziewięciu mężczyzn i jedna kobieta. Był to czwarty start reprezentacji Dominikany na letnich igrzyskach olimpijskich.

## Skład kadry

### Boks
Mężczyźni
| Zawodnik           | Konkurencja | 1/32             | 1/16                      | 1/8                    | Ćwierćfinał      | Półfinał         | Finał            | Finał   |
| Zawodnik           | Konkurencja | Przeciwnik Wynik | Przeciwnik Wynik          | Przeciwnik Wynik       | Przeciwnik Wynik | Przeciwnik Wynik | Przeciwnik Wynik | Miejsce |
| ------------------ | ----------- | ---------------- | ------------------------- | ---------------------- | ---------------- | ---------------- | ---------------- | ------- |
| Eleoncio Mercedes  | 48 kg       |                  | Ołeksandr Tkaczenko P RSC | Nie awansował          | Nie awansował    | Nie awansował    | Nie awansował    | 17.     |
| Francisco Sánchez  | 54 kg       |                  | Hitoshi Ishigaki P DSQ    | Nie awansował          | Nie awansował    | Nie awansował    | Nie awansował    | 15.     |
| Gustavo de la Cruz | 57 kg       |                  | Rumen Penczew W 5-0       | Bratislav Ristić P 1-4 | Nie awansował    | Nie awansował    | Nie awansował    | 9.      |
| Jesús Sánchez      | 63,5 kg     |                  | Mark Harris W WO          | Andrés Aldama P RSC    | Nie awansował    | Nie awansował    | Nie awansował    | 9.      |
| José Vallejo       | 67 kg       |                  | Reinhard Skricek P 0-5    | Nie awansował          | Nie awansował    | Nie awansował    | Nie awansował    | 17.     |
| Jorge Amparo       | 71 kg       |                  | Leo Vainonen P 1-4        | Nie awansował          | Nie awansował    | Nie awansował    | Nie awansował    | 17.     |

### Lekkoatletyka
Mężczyźni
Konkurencje biegowe
| Zawodnik        | Konkurencja | Eliminacje | Eliminacje | Półfinał      | Półfinał      | Finał         | Finał         |
| Zawodnik        | Konkurencja | Wynik      | Miejsce    | Wynik         | Miejsce       | Wynik         | Miejsce       |
| --------------- | ----------- | ---------- | ---------- | ------------- | ------------- | ------------- | ------------- |
| Francisco Solis | 800 m       | 1:55,56    | 6.         | Nie awansował | Nie awansował | Nie awansował | Nie awansował |

Kobiety
Konkurencje biegowe
| Zawodnik        | Konkurencja | Eliminacje | Eliminacje | Ćwierćfinał    | Ćwierćfinał    | Półfinał       | Półfinał       | Finał          | Finał          |
| Zawodnik        | Konkurencja | Wynik      | Miejsce    | Wynik          | Miejsce        | Wynik          | Miejsce        | Wynik          | Miejsce        |
| --------------- | ----------- | ---------- | ---------- | -------------- | -------------- | -------------- | -------------- | -------------- | -------------- |
| Divina Estrella | 100 m       | 12,12      | 6.         | Nie awansowała | Nie awansowała | Nie awansowała | Nie awansowała | Nie awansowała | Nie awansowała |
| Divina Estrella | 200 m       | 24,95      | 6.         | Nie awansowała | Nie awansowała | Nie awansowała | Nie awansowała | Nie awansowała | Nie awansowała |

### Podnoszenie ciężarów
Mężczyźni
| Zawodnik             | Konkurencja | Rwanie  | Rwanie  | Podrzut                  | Podrzut                  | Razem                    | Pozycja                  |
| Zawodnik             | Konkurencja | Wynik   | Pozycja | Wynik                    | Pozycja                  | Razem                    | Pozycja                  |
| -------------------- | ----------- | ------- | ------- | ------------------------ | ------------------------ | ------------------------ | ------------------------ |
| Rafael Ortega        | -52 kg      | 85,0 kg | –       | Nie ukończył konkurencji | Nie ukończył konkurencji | Nie ukończył konkurencji | Nie ukończył konkurencji |
| Sanlazaro de la Cruz | -52 kg      | 90,0 kg | –       | Nie ukończył konkurencji | Nie ukończył konkurencji | Nie ukończył konkurencji | Nie ukończył konkurencji |